# 文京学院大学
文京学院大学（ぶんきょうがくいんだいがく、英語: Bunkyo Gakuin University）は、東京都文京区向丘一丁目19番1号に本部を置く日本の私立大学。1924年創立、1991年大学設置。大学の略称は文京学院、またはBGU。

## 沿革

### 略歴
創設者は島田依史子。学校法人文京学院が経営し、併設校に文京学院大学女子中学校・高等学校などがある。女子大学で初めて経営学部を設置した大学である。1991年の開学当初は文京女子大学と称したが、2002年校名変更後は男女共学である。2022年4月現在、島田燁子が名誉学院長、島田昌和が学院長・理事長、福井勉が学長を務める。

### 年表
- 1924年 - 島田裁縫伝習所開設
- 1925年 - 本郷女学院へ改称
- 1964年 - 文京女子短期大学開学
- 1969年 - 文京保母専門学校開校
- 1991年 - 文京女子大学経営学部開設（女子大初の経営学部）
- 1997年 - 人間学部を開設、大学院経営学研究科を開設
- 1999年 - 大学院人間学研究科を開設
- 2001年 - 外国語学部英語コミュニケーション学科を開設
- 2002年 - 文京学院大学へ改称
- 2005年 - 全学部を男女共学へ移行、大学院外国語学研究科を開設
- 2006年4月 - 保健医療技術学部（理学療法学科・作業療法学科・臨床検査学科）を開設
- 2008年3月 - 文京学院大学医学技術専門学校を廃校
- 2009年 - 学園創立85周年、従前の学校別同窓会を統合して校友会が発足
- 2010年4月 - 大学院保健医療科学研究科を開設
- 2014年
  - 4月 - 保健医療技術学部看護学科開設
  - 8月 - 文京学院短期大学閉校
- 2021年4月 - 大学院看護学研究科看護学専攻修士課程を開設
- 2023年4月 - 経営学部に「マーケティング・デザイン学科」新設（設置構想中）[1]

## 基礎データ

### 所在地
- 本郷キャンパス - 東京都文京区向丘一丁目19番1号
- ふじみ野キャンパス - 埼玉県ふじみ野市亀久保1196

### 校訓
「誠実」(Sincerity)「勤勉」(Diligence)「仁愛」(Benevolence) の3つの言葉を校訓に定める。

### 象徴
スクールカラーはグリーン。現代性、知性、自立とバイタリティをイメージさせる色として選ばれた。補助的カラーとしては、薔薇色がある。

## 教育および研究

### 組織

#### 学部
- 外国語学部
  - 英語コミュニケーション学科
    - 国際ビジネスコミュニケーション専攻
    - 国際教養コミュニケーション専攻
- 経営学部
  - 経営コミュニケーション学科
  - マーケティング・デザイン学科
- 人間学部
  - コミュニケーション社会学科
  - 児童発達学科
  - 人間福祉学科
  - 心理学科
- 保健医療技術学部
  - 理学療法学科
  - 作業療法学科
  - 臨床検査学科
  - 看護学科

#### 研究科
- 経営学研究科（修士課程）
  - 経営学専攻
    - ビジネスマネジメントコース
    - コンテンツマネジメントコース
    - 税務マネジメントコース
- 人間学研究科（修士課程）
  - 人間学専攻
    - 保育学コース
    - 社会福祉学コース

  - 心理学専攻
    - 心理学コース
    - 臨床心理学コース（臨床心理士第一種指定大学院）
- 外国語学研究科（修士課程）
  - 英語コミュニケーション専攻
- 保健医療科学研究科（修士課程）

　　●保健医療科学専攻
・看護学研究科（修士課程）
　・看護学専攻
- 福祉医療マネジメント研究科（専門職大学院）
  - 福祉医療マネジメント専攻

## 学生生活

### クラブ・サークル
課外活動や自主活動で大学間のサークルが盛んである。

### 講義
2年からゼミ（演習）を選択するが必修ではない。入室希望学生は、前期の成績・面接・試験で選抜され、2年時から本格的に活動が始まる。

### その他
大学のポータルサイト (B‘ｓlink) は連絡に関する項目が主である。2006年から、東京国際アニメフェアならびにAnimeJapanにも毎回参加している。

## 施設

### 本郷キャンパス
- 使用学部：外国語学部、経営学部、保健医療技術学部（臨床検査学科・看護学科2年次～4年次）
- 使用研究科：外国語学研究科、経営学研究科、保健医療科学研究科、看護学研究科、福祉医療マネジメント研究科（専門職大学院）
- 使用附属施設：島田依史子記念館、仁愛ホール、生涯学習センター、臨床心理相談センター、コンテンツ多言語知財化センター、国際交流センター、メセナ体育館、図書館、スポーツマネジメント研究所、臨床心理相談センター、子ども英語教育センター「BLEC」、コンテンツ多言語知財化センター
- その他施設：食堂(B's Dining)、コンビニ、カフェ、自動販売機コーナー、学生相談室　など
- アクセス：東大前駅前徒歩0分、白山駅徒歩7分・根津駅徒歩10分

### ふじみ野キャンパス
- 使用学部：人間学部、保健医療技術学部（理学療法学科、作業療法学科、臨床検査学科の低学年、看護学科の低学年）
- 使用研究科：人間学研究科
- 使用附属施設：保育実践研究センター ふらっと文京、地域連携センター BICS、心理臨床・福祉センター「ほっと」、人体標本室、心理学実験室
- アクセス：ふじみ野駅西口よりスクールバス7分、東武バスで9分（大井循環「文京学院大学」下車）

## 著名な大学関係者
- 赤松良子 元文京女子大学教授、元文部大臣（在任期間 1993年8月9日 - 1994年6月30日）、文京学院大学大学院客員教授
- 小田島雄志 シェイクスピア研究者、東京大学名誉教授、元文京女子短期大学教授、文京学院大学大学院客員教授
- 堀井拓馬 卒業生、小説家。
- 山下未愛 在学生、元フジコーズ

## 対外関係

### 他大学
- 埼玉東上地域大学教育プラットフォーム
- 明治大学大学院
- 淑徳大学（国際コミュニケーション学部）
- 東洋大学（経営学部）
- 名桜大学
- 北星学園大学
- 放送大学

### 海外交流大学
- マラ工科大学（マレーシア）
- College of St. Benedict / St. John's University（アメリカ）
- ELS Language Centers at Mt.Ida College（アメリカ）
- 北京語言大学 漢語学院（中国）
- 光云大学校（韓国）
- オタゴ大学 Language Centre（ニュージーランド）
- ヴェリコ・タルノヴォ大学（英語版、ブルガリア語版）（ブルガリア）
- Kanya (Girl's) Campus Pokhara（ネパール）
- アンカラ大学（トルコ）
- 国立高雄餐旅大学（台湾）
- 他にオーストラリア、タイ、フィリピンへの留学を促進

## 併設学校
- 文京学院大学女子中学校・高等学校
- 文京学院大学文京幼稚園
- 文京学院大学ふじみ野幼稚園